# Macrolabis hieracii
Macrolabis hieracii är en tvåvingeart som beskrevs av Rubsaamen 1917. Macrolabis hieracii ingår i släktet Macrolabis och familjen gallmyggor. Inga underarter finns listade i Catalogue of Life.